# Erotilíneos
Erotilíneos (Erotylinae) é uma subfamília de besouros na família Erotylidae.

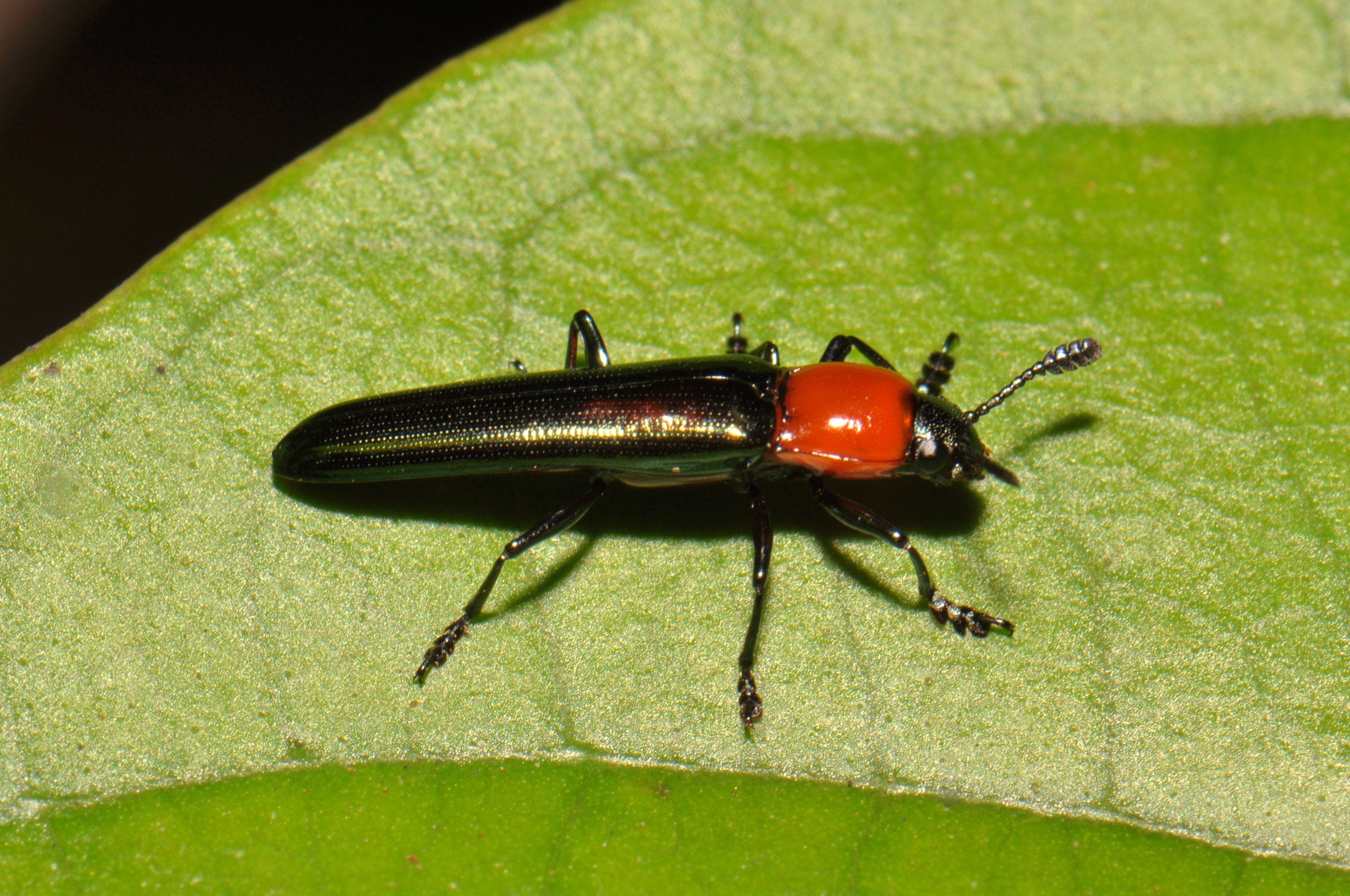
Languria mozardi

## Géneros selecionados
- Acropteroxys Gorham, 1887
- Antillengis
- Aegithus
- Altisessor
- Aulacochilus
- Bacis
- Brachysphaenus
- Coccimorphus
- Combocerus
- Cryptodacne
- Cubyrus
- Cyclomorphus
- Cypherotylus Crotch, 1873
- Cyrtomorphus
- Cytorea
- Dacne Latreille, 1796
- Dasydactylus Gorham, 1887
- Dichomorpha
- Epytus
- Erotylus
- Euphanistes
- Eurycardius
- Haematochiton Gorham, 1888
- Hirsutotriplax Skelley, 1993
- Homeotelus
- Hoplepiscapha
- Ischyrus Lacordaire, 1842
- Kuschelengis
- Languria Latreille, 1802
- Langurites Motschulsky, 1860
- Lybanodes
- Megalodacne Crotch, 1873
- Micrencaustes
- Micrerotylus
- Microsternus Lewis, 1887
- Mycotretus Lacordaire, 1842
- Neopriotelus Alvarenga, 1965
- Neosternus
- Neoxestus
- Notaepytus
- Perithonius
- Phricobacis
- Plastococcus
- Prepopharus
- Pselaphacus
- Pseudischyrus Casey, 1916
- Rhynchothonius
- Scaphengis
- Scaphidomorphus
- Scelidopetalon
- Sphenoxus
- Tapinotarsus
- Thonius
- Triplax Herbst, 1793
- Tritoma Fabricius, 1775
- Xalpirta
- Zonarius